# Halla Gymnasium
Trwa dyskusja nad usunięciem tego artykułu, kliknij i weź w niej udział.
Arena Halla - przeznaczona do koszykówki hala sportowa znajdująca się w mieście Czedżu, w Korei Południowej. W tej hali swoje mecze rozgrywa drużyna Jeju BC. Hala została oddana do użytku w roku 1983, może pomieścić 4 200 widzów.